# Jônatas Domingos
Jônatas Domingos (Fortaleza, Brasil, 29 de julio de 1982) es un exfutbolista brasileño. Jugaba de mediocampista y se retiró en el 2012.

## Trayectoria
El jugador brasileño llega a las filas del equipo espanyolista en verano de 2006 a cambio de 2,6 millones de euros con la intención de triunfar en Europa y con la buena noticia de haber sido convocado por el seleccionador brasileño Dunga para disputar un partido amistoso contra Noruega. Pero el comienzo de la temporada no le resulta nada fácil ya que no acaba de integrarse en el vestuario y no cuenta con demasiados minutos en el terreno de juego. El peor momento llega en diciembre del mismo año, cuando estando convocado para jugar contra el FK Austria Viena en partido de competición europea, secuestran a su padre, hecho que provoca su marcha a su país natal para intentar solucionar el problema. Posteriormente y con su padre liberado, el jugador sigue sin convencer al entrenador y sin recuperarse emocionalmente, hasta el punto en que antes de disputar un partido de UEFA en Israel, decide fugarse a Brasil alegando problemas familiares. Este viaje empeora su situación en el vestuario, aunque su calidad le hace participar en partidos de Liga y UEFA, en los que llega a cuajar grandes actuaciones como en el encuentro de vuelta de las semifinales de la competición europea ante el Benfica. A final de temporada, Jonatas acaba participando en un total de 20 partidos en Liga y 5 en UEFA, incluyendo la final contra el Sevilla FC en el que consigue el empate final a 2 en la prórroga pero falla una de las penas máximas que propician la derrota del RCD Espanyol.
El comienzo de la temporada 2007-2008 no hace mejorar la situación del brasileño, más aún cuando el jugador llega tres días tarde al primer día de la pretemporada. Esta última circunstancia, sumada a las anteriores y a los buenos resultados del equipo, provoca que entre poco en juego, concretamente participa en nueve partidos y en sólo dos como titular. Pero la gota que colma el vaso es un nuevo retraso en el entrenamiento previo al partido contra el FC Barcelona, causa por la cual Jonatas no entra ni en la convocatoria del encuentro ni en las siguientes y deja de contar definitivamente para el entrenador del RCD Espanyol Ernesto Valverde. Finalmente, tras los múltiples problemas extradeportivos y los pocos minutos que disputa, el club y el jugador deciden que lo mejor es darle una salida al jugador. Ésta se produce al abrirse el periodo de fichajes en diciembre del 2007, al llegar el equipo catalán a un acuerdo de cesión durante 18 meses con el Flamengo por el que recibiría a cambio 900.000 euros y se ahorraría pagar la ficha del brasileño.

## Clubes
| Club                          | País   | Año         |
| ----------------------------- | ------ | ----------- |
| CR Flamengo                   | Brasil | 2002 - 2006 |
| RCD Espanyol                  | España | 2006 - 2007 |
| CR Flamengo                   | Brasil | 2008 - 2009 |
| Botafogo de Futebol e Regatas | Brasil | 2009 - 2010 |
| Figueirense Futebol Clube     | Brasil | 2011 - 2012 |

- Datos: Q1715156